# Spinel

Model krystalu spinelu

Spinel (Agricola, 1546), chemický vzorec MgAl2O4, je krychlový minerál patřící do skupiny spinelidů. Název pochází pravděpodobně z latinského spina – trn, podle ostrých oktaedrických krystalů.

## Původ
Akcesorický minerál v bazických a ultrabazických magmatických horninách (např. kimberlity), v pegmatitech, v kontaktně i regionálně metamorfovaných horninách (erlany, skarny, mramory, břidlice, ruly). Z důvodu odolnosti proti zvětrávání se v podobě valounků hromadí v náplavech.
Pro klenotnicky využitelné spinely se vžila škála názvů, balasrubín pro růžový, rubínspinel pro červený, almandinspinel pro vínově červený, padparádžaspinel pro lososovou červeň, ametystspinel pro fialový a safírspinel pro modrý spinel. Spinely však nabízejí obdobně jako safíry celou škálu barev. Historicky nejstarším nalezištěm spinelů byly drahokamové náplavy Srílanky. Kolem roku 500 př. n. l. byly možná nalézány první badachšánské, dnes tádžické růžové až vínové spinely, obdivované perskými králi a šáhy. Kolem 1000 n. l. těžba těchto spinelů z rozhraní Pamiru a Hindukůše vzrostla a odtud vyvážené spinely zdobí také mnohé význačné evropské klenoty, včetně koruny Svatováclavské. Tyto spinely se jmenují bachšanský lál, jsou starorůžové, vínové až skoro malinové barvy a dle Birúního byly ceněny jako kameny milosti s ráje (přednáška R. A. Nového, Olomouc o drahokamech staré Inde a áditjavédu 1998). Ve svatováclavské koruně jsou obdivuhodné almandinspinely a malinový spinel, které dle gemologa J. Hyršla pocházejí z Cejlonu a Badachšánu.
Spinely poskytuje Tanzanie (Mahenge, Tunduru) s barvami padparádža odstínu, malinové a červené barvy. Na Srílance byly nalezeny kobaltové spinely, dosti raritní kameny. Rubínově červené spinely pocházely z Barmy a padparádža spinely z Mahenge v Tanzanii, jakož i růžové a vínové spinely z Kuch-i-lalu v Tádžikistánu. Spinel je měkčí než korund, je však kamenem krásným, dle léčitelů velmi ochranným a v Indii se těšil velké oblibě.

## Morfologie
Tvoří oktaedrické a dodekaedrické krystaly, častý je dvojčatný srůst podle {111}. Vyskytuje se též v zrnitých agregátech.

## Vlastnosti
- Fyzikální vlastnosti: Tvrdost 8, křehký, hustota 3,57–3,72 g/cm³, štěpnost: neštěpný, odlučnost podle {111} v důsledku dvojčatění, lom nepravidelný, lasturnatý.
- Optické vlastnosti: Barva: bezbarvý, žlutá, zelená, růžová, červená, modrá, kobalt modř, oranžová, hnědá, černá, tónované odstíny připomínající diamant. Lesk skelný, průhlednost: průhledný až průsvitný, vryp šedobílý.
- Chemické vlastnosti: Složení: Mg 17,08 %, Al 37,93 %, O 44,98 %, příměsi Fe, Cr. Těžko rozpustný v H2SO4. Před dmuchavkou se netaví.

## Podobné minerály
granát, zirkon, korund

## Parageneze
dolomit, magnetit, granát, zirkon, korund

## Získávání
Spinely se těží z říčních náplavů (Srí Lanka, Vietnam, Barma, Thajsko) nebo z matečné horniny (Barma, Tádžikistán, Tanzanie).

## Využití
Drahý kámen. V dřívějších dobách, kdy nebylo známo chemické složení minerálů, byl považován za rubín. Dokladem může být např. pojmenování kamenů v britských korunovačních klenotech Timur Ruby (361 Kt) a Black Prince's Ruby (170 Kt), které jsou ve skutečnosti spinely. Jeden z největších spinelů váží 398.72 karátu a je zasazen v korunovačních klenotech ruských carů.
Velké spinely o značném počtu zdobí čelenku a lilie svatováclavské koruny Karla IV. V této koruně svatováclavské je několik červených spinelů, které náleží mezi světové unikáty. Spinely byly velice ceněny a starověcí Evropané je dokázali od rubínů odlišit lépe než středověcí (Arthašástra, Brhatsamhitá, Mineralogie Al-Birúního) (Robert Nový, Áditjavéda 2007).
V Tanzanii byl nalezen krystal spinelu o váze 52 kilogramů, což je světový unikát, jakož i jeho krystaly o hmotnosti šesti až čtyřiceti kilogramů s brousitelnými jádry.
Z těchto krystalů v lokalitě pohoří Uluru - Morogoro, byly vybroušeny nádherné padparádža spinely, které předčily svoji barvou leckteré padparádža safíry a spinely z jiných nalezišť. Padparádža spinely z Tanzanie měly do šestnácti karátů. Největší historické spinely jsou z Pamíru, badakshan lal. Největší klenotnický spinel světa je v perském pokladu. Jmenuje se samaria spinel a váží 500 karátů.
Spinely jsou oblíbenými klenotnickými kameny, které se svoji krásou vyrovnají safírům a rubínům. Starověcí učenci v nich viděli kameny ochrany před zlem, náladami a posilovatele sebevědomí, nebo osvícení. Je zapotřebí odlišit syntetické spinely od přírodních kamenů. Jejich ceny se pohybují v rozmezí tisíců a šplhají až v závratné částky u neobvyklých a velkých spinelů žádaných barev, nebo očekávaných účinků tam, kde je zkušeností nebo vírou očekávána moc talismanu. Al-Birúní věnuje tomuto tématu dostatečný prostor. Spinely vynikají jako safíry skvostnou brilancí, mají dostatečnou tvrdost a patřičnou barevnu škálu (růžové, vínové, ohnivě červené, rubínově červené, malinové, oranžové, žluté, lila, fialové, padparádžové, modré a světle modré barvy), aby vyhovovaly všem náročným požadavkům na klenotnický kámen. Z Tanzanie pocházejí spinely, které vlivem příměsí vzácných prvků mění barvu na denním a nočním světle.
Indové si spinel cenili jako kámen středu světa, mandala hory bohů, kámen zrozený z rubínu, královnu mezi drahokamy. Spinel je znakem Buddha dharmy, řádu, pevnosti, sebevědomí. Spinel, safír, rubín se vkládaly do nitra soch Buddhy pro velkou milost a požehnání. Islámští učenci si cenili hlavně pamírský spinel s jeho zázračnou mocí. Pro křesťany je spinel kámen kristovy spásy a kámen archanděla Michaela. Přírodní spinely jsou kameny opředené mnoha pověstmi, příběhy léčebné moci a síly.
Spinely z Pamiru, Kuch-i-lálu se vyskytují již v buddhistických památkách (relikviář z Bimarámu, indoskytské období vlády krále Azese II), arabští autoři zmiňují ničené zlaté sochy Súrji, boha Slunce, s očima z červeného lálu (spinelu), které byly v rámci náboženského přesvědčení ničeny.
Muslimský a křesťanský svět si spinely oblíbil jako nebeské a rajské kameny, proto jsou důležitou součástí českých korunovačních klenotů.
Indové rozlišovali spinely modré, tmavé a červené, Bahuvidham sugandhikam nílam, kršnam, lóhitam a zná je již Arthašástra ze 4. stol. př. n. l. (Áditjavéda, Robert Nový, 2007).
Marko Polo chválil pamirské spinely – palasy, balasy, z hory ŠIGKINAN, hory Šaků, Skytů), a tvrdil, že všechny náleží pod trestem smrti králům.
Růžový balasspinel, džapá sugandhika je kamenem soucitu, lásky a blaženosti, rubínspinel – aruna sugandhika, kamenem řízené vášně a velké energie života, prány a dharmy, cesty k úspěchu, naramga kamala je spinel oranžový – rubičell, kámen dharmy strategické logiky, pyrop spinel barvy českého granátu – rakta kamala je kamenem dharmy přesné a jasné komunikace, almandinspinel – lohita sugandhika zase drahokamem královského a manažerského postavení, rádžéja dharmy, modrý safírspinel, níla sugandhika kamenem jogínů, sebekázně buddhistického mnicha a siddhy, silami duševními obdařeného mudrce, dharmy ochrany pro změkčilejší povahy, kámen vůle, ametyst spinel, nílarakta kamala kamenem Šivy krále moudrosti a zasvěcení, levandulové barvy zase kamenem Mahávišnu Nárájana, milosti a meditačního vhledu. Na Srí Lance je modrofialový spinel kamenem Buddhy a jeho osvícení – bódhi (Robert Nový Áditjavéda, 2007)
Vzácný je padparádža spinel barvy červánků, lososové červeně, žluto-růžového odstínu, kámen harmonie pravé a levé, mužské a ženské energie, kámen vadžrajány a spojení Tathágata Buddhů s jejich energiemi, kámen levé a pravé dráhy jemnoho?? těla jógu (Robert Nový, Áditjavéda, 2007). Indická nauka a věda o rytmech času a cyklech jemné a hrubé přírody (tattva vidjá), tvrdí, že drahokamy zesilují nebo zeslabují účinek tattvy, elementu přírody v čase. Spinel (narama) je drahokam, který dle kašmírských bráhmanů usměrňuje chaos přírody do řeky usměrněných výhod a ochran před neuspořádaností podvědomí (karmy), v souladu s elementem osobnosti člověka, jeho tattvou. Tattva v tomto významu je dech přírody, rytmus času jehož fáze se jmenují po elementech přírody (prthiví, džala, tédžah, váju, ákáša, země, voda, oheň, vzduch a pátý element). K tattvám, elementům přírody bráhmanští učenci přiřazovali drahokamy, protože byli přesvědčeni, že žádný předmět nelze oddělit od času a že všechny objekty jsou jen projevy dechu času. Spinely byly také svázány s vhodnými hodinami pro jejich nošení, jako to bylo u jiných drahokamů, se čtyřmi kastami starověké indické společnosti a ideami buddhistické a védské kosmologie.
Za nejvzácnější je pokládán kobalt spinel ze Srí lanky.
Spinely byly také drahokamy bohyně Anahíty na Pamíru, kameny ráje, drahokamy růžového Buddhy milosti Amitábhy, kameny lásky Kristovy a klenoty muslimského ráje.
Ústní prameny, písemné tradice a archeologické nálezy dokládají jeho oblibu za poslední 3000 let. Al-Birúní ve své Mineralogii věnuje lálu, spinelu, značnou pozornost, vychvaluje jeho moc, cenu a šperky v pokladnicích muslimských vládců a byzantských císařů.

## Naleziště
Řídce se vyskytující minerál.
- Česko – Poběžovice, Třebenice, Měrunice, jizerská louka, třebíčsko, Jeseníky.
- Slovensko – Hodruša-Hámre
- Německo – Schwarzwald, Odenwald
- Itálie – Vesuv
- Rusko – Zlatoust
- USA – Amity (New York)
- Srí Lanka, Barma, Thajsko, Madagaskar, Tanzanie, Afghánistán, Pákistán,Vietnam
- a další. První historické naleziště spinelu byly náplavy Srí lanky okolo Ratnapury a Okkampitije.

Pamirské spinely jsou známy asi od pátého století př. n. l. z archeologických nálezů střední Asie. Od 7. století se již těží pravidelně jako pověstné růžové až červené spinely v Tádžikistánu (kuch-i-lal) v Pamiru. Třetí lokalitou byl barmský Mogok, který proslavil rubín a safír. V nové době je to Tanzanie, lokalita Tunduru, Morogoro – Mahenge s pestrou škálou barev,obrovskými krystaly červeného spinelu a padprádža spinelem. Na Madagaskaru spinely doprovázejí safíry, další novou lokalitou je Luc Yen ve Vietnamu s dalšími menšími nalezišti. Lokalita Hunza v Hindúkuši a provincii Junan v Číně není prvořadá pro brousitelnou kvalitu spinelů (Robert Nový Áditjavéda 2007).